# Anchaurosaurus
Anchaurosaurus (латинською мовою означає «ранкова ящірка») — вимерлий рід ігуанських ящірок пізньої крейди Внутрішньої Монголії, Китай. Він належить до вимерлої клади ігуанів під назвою Gobiguania, яка була ендеміком пустелі Гобі під час пізньої крейди. Типовий вид, Anchaurosaurus gilmorei, був названий у 1995 році на основі добре збереженого черепа та неповного скелета з формації Djadochta. Порівняно з іншими ігуанами, Anchaurosaurus має відносно подовжений череп, великі очні западини та вищі коронки зубів. Філогенетичний аналіз показує, що серед гобігуанів Anchaurosaurus найбільш близький до Zapsosaurus з Монголії.